# 囲碁のプロ制度
本項では囲碁界におけるプロ制度について説明する。

## プロの採用方法について
現代の囲碁界では日本・中国・韓国・台湾以外にも北米や欧州でも囲碁のプロ制度が導入されている。多くの場合においてプロ志願者同士での対局を通じて成績優秀者のみがプロになることを許される。なお、日本棋院の「棋士採用試験」や関西棋院の「外来棋士採用試験」は「試験」という名称であるが、大学入試のような筆記試験ではなく、対局を中心とした実技を重視する試験である。
大まかにまとめると次のようになる。
1. プロ志願者同士で対局させて[1][2][3]、成績上位者のみを採用する方法（日本棋院の「棋士採用試験」など、多くの地域で採用されている）
2. （一定の条件を満たす）志願者たちを実際にプロと複数回対局させて（試験碁）、成績優秀者のみを採用する方法（関西棋院が導入[4]）
3. 世界アマチュア囲碁選手権戦などで優秀な成績を残したものを特例として（正規の試験を免除して）採用し、場合によっては二段以上の段位で入段させる（坂井秀至などがこの方法で採用されている）
4. 他地域のプロ組織からの移籍（例えば余正麒が当てはまる）

## プロになる利点
囲碁のプロとして採用されると、アマチュアの大会に出場できなくなる上に、安定した収入が約束されていないというリスクがあるが、次のような利点もある。
1. 囲碁の専門家であるということが客観的に保証されるので、社会的信用が得られる。
2. プロ棋戦に参加できる。
3. その他、囲碁界において様々な権限が認められる（例えば日本棋院は普及指導員、学校囲碁指導員などの資格申請にプロによる推薦を認めている[6][7]）

## 他競技におけるプロ制度との違い
プロ制度を持つ競技は数多く存在するが、囲碁のプロ制度と違って次のような違いがある。
1. 囲碁におけるプロ試験の年齢制限は受験時年齢の上限であり、下限についての定めはない（例えば麻雀の場合は受験時年齢の下限が存在する[8]）
2. プロ野球にあるドラフト会議のようなプロ採用形態は存在しない。
3. MLB, NBA など多くのプロスポーツにある年俸制や戦力外通告制度は存在しない。一度プロになると自発的に引退するまでその地位を保持できる（定年もない）。
4. （女流棋戦を除き）対戦組み合わせは男女共通である。
5. 多くのプロスポーツでは採用が男女別々に行われるが、囲碁では男女共通もしくは女性限定で行う。

## 副業
公式手合いに支障をきたさない範囲で副業をしているプロは少なからずいる。
主に次のようなものがある。
1. 所属先とは独立した囲碁教育[9]、囲碁普及活動（大学などでの講義や棋書の出版が当てはまる）
2. 芸能活動（例えば吉原由香里は芸能事務所に所属しており、黒嘉嘉はモデルとしての活動もある。また謝依旻は瀬戸大樹などと歌手ユニット「Monotone」を組んでいた）
3. 本務先とは異なる囲碁団体との兼任（例えば芮廼偉は中国囲棋協会に所属しながら韓国棋院客員棋士も兼ねている。全日本囲碁連合や国際囲碁連盟の役員をプロが務める場合もある）
4. 棋士の資格を保持したまま一般企業に入社（例えば一力遼は2020年4月1日付で河北新報社に入社している[10]）